# Nazionale femminile di pallavolo del Marocco
La nazionale femminile di pallavolo del Marocco è una squadra africana composta dalle migliori giocatrici di pallavolo del Marocco ed è posta sotto l'egida della Federazione pallavolistica del Marocco.

## Risultati

### Competizioni CAVB
| 1976 | 3º posto        | Convocazioni |
| 1985 | non qualificata | -            |
| 1987 | 2º posto        | Convocazioni |
| 1991 | non qualificata | -            |
| 1993 | non qualificata | -            |
| 1995 | non qualificata | -            |
| 1997 | non qualificata | -            |
| 1999 | non qualificata | -            |
| 2001 | non qualificata | -            |
| 2003 | non qualificata | -            |
| 2005 | 6º posto        | Convocazioni |
| 2007 | non qualificata | -            |
| 2009 | 6º posto        | Convocazioni |
| 2011 | non qualificata | -            |
| 2013 | non qualificata | -            |
| 2015 | 6º posto        | Convocazioni |
| 2019 | 6º posto        | Convocazioni |
| 2021 | 3º posto        | Convocazioni |
| 2023 | 7º posto        | Convocazioni |

### Competizioni zonali
| 1975 | non qualificata | -            |
| 1979 | non qualificata | -            |
| 1983 | 6º posto        | Convocazioni |
| 1987 | non qualificata | -            |
| 1991 | non qualificata | -            |
| 1993 | non qualificata | -            |
| 1997 | non qualificata | -            |
| 2001 | non qualificata | -            |
| 2005 | non qualificata | -            |
| 2009 | non qualificata | -            |
| 2013 | non qualificata | -            |
| 2018 | non qualificata | -            |
| 2022 | non qualificata | -            |

| 1985 | ?               | -            |
| 1992 | ?               | -            |
| 1997 | 3º posto        | Convocazioni |
| 1999 | ?               | -            |
| 2011 | non qualificata | -            |
| 2023 | non qualificata | -            |